# Chlidones hova
Chlidones hova är en skalbaggsart som först beskrevs av Anton Franz Nonfried 1895.
Chlidones hova ingår i släktet Chlidones och familjen långhorningar. Artens utbredningsområde är Madagaskar. Inga underarter finns listade i Catalogue of Life.